# Rafael van der Vaart
Rafael van der Vaart, né le 11 février 1983 à Heemskerk aux Pays-Bas, est un ancien footballeur international néerlandais reconverti comme entraîneur.
Issu de la célèbre formation de l'Ajax Amsterdam, il fait ses débuts avec l'équipe première en avril 2000 à 17 ans. Van der Vaart devient un titulaire indiscutable et élu meilleur joueur de l'année en 2000-2001 aux Pays-Bas et remporte le trophée du meilleur jeune joueur de l'année en 2003. Il remporte de nombreux titres sur le plan collectif avec deux championnats néerlandais, une coupe nationale et une Supercoupe. Il part en Allemagne, pour connaître sa première expérience à l'étranger, au Hambourg SV en 2005. Lors de ses saisons trois passées au club, il soulève par deux fois la coupe Intertoto en 2005 et en 2007. 
Rafael van der Vaart est transféré au Real Madrid en 2008 et retrouve plusieurs néerlandais au sein de l'effectif : Royston Drenthe, Wesley Sneijder, Klaas-Jan Huntelaar, Arjen Robben et Ruud van Nistelrooy. Cependant, il n'arrive pas à s'imposer dans l'équipe et des relations conflictuelles avec l'entraîneur Manuel Pellegrini le poussent à quitter le club. C'est dans le club anglais de Tottenham Hotspur qu'il retrouve son niveau, ce qui lui vaut d'être nommé pour le titre de meilleur joueur de l'année 2010-2011. En 2012, il retourne à Hambourg après son premier passage réussi. Il devient capitaine de l'équipe à la fin de la saison 2012-2013 à la place de Heiko Westermann. Pourtant, van der Vaart ne parvient à réaliser de bonnes performances et le club lutte pour ne pas descendre en deuxième division pendant les deux saisons. Il rejoint ensuite le Real Betis mais ne parvient pas à s'imposer en raison de blessures et des choix de l'entraîneur.
International néerlandais à 109 reprises, il est un élément incontournable de la sélection lors des années 2000. Il participe à deux coupes du monde en étant finaliste en 2010 et à trois championnats d'Europe en 2004, 2008 et 2012.
.

## Biographie

### Enfance et formation
Né à Heemskerk d'un père néerlandais yéniche et d'une mère espagnole ayant fui le régime du général Franco, Rafael van der Vaart grandit dans la banlieue de la capitale Amsterdam. Il tape dans ses premiers ballons dans le camping où se trouve la caravane de ses parents et joue au football jusque très tard le soir avec comme modèle Romário lors de son passage au PSV Eindhoven. À l'âge de 4 ans, il rejoint le club de foot du BVV De Kennemers situé à Beverwijk proche de Heemskerk. Van der Vaart y reste pendant six ans avant de rejoindre le centre de formation de l'Ajax à la suite d'une journée de recrutement. Il impressionne déjà les entraineurs en catégorie jeunes. Son pied gauche d'une précision diabolique, sa technique, sa vista ainsi que son volume de jeu impressionnant en font un futur grand en puissance.

### Débuts à l'Ajax Amsterdam (2000-2005)
Rafael van der Vaart commence sa carrière professionnelle à 17 ans lors d'un match de championnat (Eredivisie) face au FC Den Bosch durant l'exercice 1999/2000. 27 apparitions et sept buts plus tard, Rafael van der Vaart s'installe comme un titulaire indéboulonnable en lieu et place du vieillissant Richard Witschge. La saison qui suit, son ratio est encore plus probant avec 14 réalisations en 20 matches de championnat, et le doublé coupe-championnat pour l'Ajax Amsterdam.
L’entraîneur de l’Ajax Amsterdam, Ronald Koeman, lui confie alors la responsabilité d’enfiler le brassard de capitaine à l’âge de 20 ans.
En 2002, il permet à l’Ajax Amsterdam de décrocher son 28e titre de champion en veillant à se distinguer à l’une ou l’autre occasion en Ligue des champions. Malgré deux opérations au ménisque et une déchirure des ligaments croisés, l’ascension de Rafael van der Vaart continue.

### Hambourg
Après six ans de bons et loyaux services pour son club formateur de l'Ajax Amsterdam, Rafael van der Vaart s'engage à l'été 2005 pour Hambourg SV pour la somme de 5,5 millions d'euros, à la suite d'une dernière saison perturbée par les blessures et les désaccords avec les différents techniciens en place. 
Il fait sa première apparition en Bundesliga le 6 août 2005, lors de la première journée de la saison 2005-2006 face au FC Nuremberg. Son équipe s'impose ce jour-là sur le score de trois buts à zéro. Il marque son premier but en Bundesliga le 13 août 2005, sur la pelouse de l'Arminia Bielefeld. Titulaire ce jour-là, il est buteur sur coup franc direct et contribue à la victoire de son équipe (0-2 score final). Dès sa première saison il marque 9 buts en 19 apparitions, grâce à ses bonnes performances le club arrive à la 3e place du championnat allemand, synonyme de qualification pour la Ligue des Champions.
Le 17 février 2007, van der Vaart se fait remarquer en réalisant un doublé sur la pelouse du Werder Brême, en championnat. Il permet ainsi à son équipe de s'imposer par deux buts à zéro.

### Real Madrid

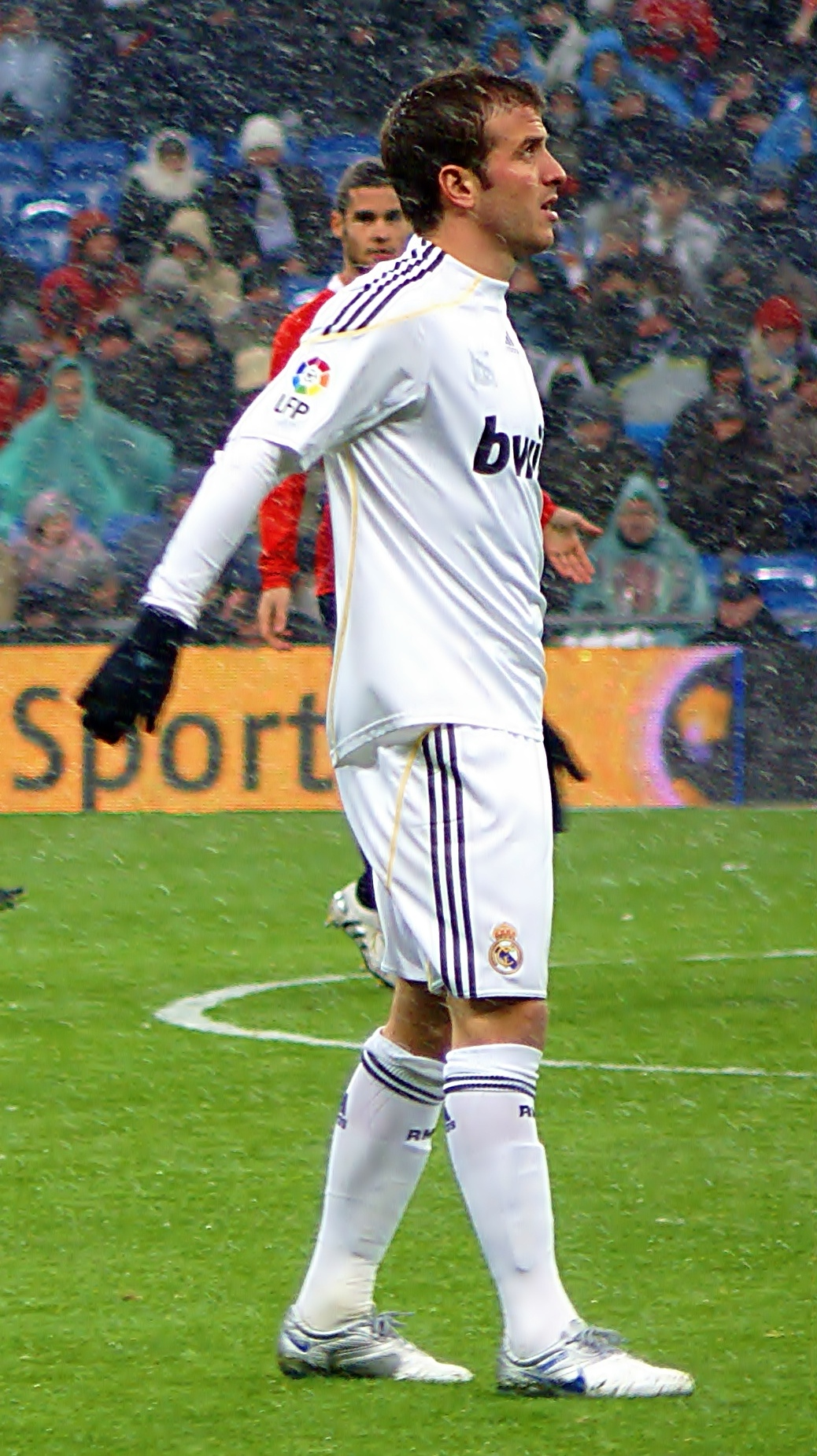
Van der Vaart sous les couleurs du Real Madrid (janvier 2010).

Longtemps courtisé par la Juventus, il choisit finalement le Real Madrid pour la somme de 16 millions d'euros. Il s'intègre assez rapidement dans l'équipe en marquant un triplé lors de la victoire du Real face à Gijon. Mais très vite, des problèmes apparaissent. Il se retrouve sur le banc après le retour de son compatriote et ami Wesley Sneijder, titulaire indiscutable du club. Sous l'ère Manuel Pellegrini, il retrouve une place dans le onze madrilène. Avec l'arrivée de Juande Ramos, Rafael se retrouve de nouveau sur le banc, situation qu'il accepte dans un premier temps. Mais au bout de trois mois, il fait savoir son mécontentement de ne pas pouvoir jouer plus. En effet, il craint de perdre sa place de titulaire en sélection. Il reprend sa place de titulaire dans le 11 madrilène en début de la saison 2009-2010. Il commence à retrouver son grand niveau de jeu. Lors de la 15e journée de la Liga il marque un doublé contre Saragosse en seulement 2 minutes.

### Tottenham
Le 31 août 2010, après avoir été longuement courtisé notamment par le Bayern Munich, il s'engage en faveur de Tottenham pour une indemnité de transfert évaluée à 10,5 millions d'euros. Rafael marque son premier but pour les Spurs sur un pénalty face à Wolverhampton (victoire 3-1) lors de la cinquième journée de Premier League. Il marque son deuxième but en Ligue des champions contre le FC Twente, d'une reprise de volée après un contrôle de la poitrine (victoire 4-1). Il marque son premier doublé en Angleterre contre Aston Villa (victoire 2-1). Après un très bon début de saison, il est élu joueur du mois d'octobre en Angleterre. Il termine sa première saison avec 15 buts en 36 matchs. Après deux années de service en Angleterre, van der Vaart décide de retourner au Hambourg SV moyennant une transaction de 13 millions d'euros.

### Hambourg
Le 31 août 2012, Rafael van der Vaart quitte Tottenham et revient à Hambourg, où il a déjà évolué de 2005 à 2008. 
Le 9 avril 2013, il devient capitaine de Hambourg au détriment d'Heiko Westermann, suite principalement à la lourde défaite du club en Bundesliga contre le Bayern Munich (2-9). Le 20 avril 2013, le néerlandais se fait remarquer en réalisant son premier doublé depuis son retour, contre le Fortuna Düsseldorf, en championnat. Il permet ainsi à son équipe de s'imposer par deux buts à un.
En mars 2015, le manager du club Dietmar Beiersdorfer annonce que van der Vaart ne sera pas prolongé à l'issue de la fin de son contrat terminant en juin. 
Le Néerlandais participe à son dernier match lors des barrages de relégation face à Karlsruher SC, remportés sur le fil par le club hambourgeois. Il marque le pénalty le plus rapide de la Bundesliga. À la fin de la saison, il élu « flop de l'année » par ses pairs footballeurs aux côtés de Mario Götze.

### Real Betis
Libre, Rafael van der Vaart s'engage le 15 juin 2015 avec le Real Betis, tout juste promu en Liga, pour une durée de trois ans. Il désirait rejoindre la région de sa famille maternelle, l’Andalousie.

### Fin de carrière au Danemark (Midtjylland & Esbjerg)
Le 10 août 2016, Rafael van der Vaart signe avec le club danois de Midtjylland. Il inscrit son premier but pour le club le 25 septembre 2016, lors d'une rencontre de championnat face à l'AC Horsens. Son équipe s'impose par cinq buts à deux ce jour-là. Il dispute dix-huit matchs lors de sa première année, mais se retrouve le plus souvent à l'infirmerie par la suite.
Le 4 août 2018, il rejoint Esbjerg, mais gêné par les blessures, il décide d'arrêter sa carrière le 5 novembre 2018.

### Carrière internationale
Rafael van der Vaart honore sa première sélection avec l'équipe nationale des Pays-Bas le 6 octobre 2001 contre Andorre lors des éliminatoires de la Coupe du monde 2002. Il entre en jeu à la place de Victor Sikora lors de cette rencontre remportée largement par son équipe sur le score de quatre buts à zéro. Le 6 septembre 2003 il inscrit son premier but avec la sélection, en ouvrant le score face à l'Autriche. Son équipe s'impose par trois buts à un ce jour-là.
Avec sa sélection, il participe aux phases finales de l'Euro 2004, de la Coupe du monde 2006, de l'Euro 2008 et de la Coupe du monde 2010. Lors de cette compétition, les Pays-Bas atteignent la finale face à l'Espagne. Entré à la 99e minute du match, il occupe le poste inhabituel de défenseur central à la suite de l'expulsion de John Heitinga. À la 116e minute, il rate son tacle défensif permettant à Andrés Iniesta d'inscrire l'unique but de la finale et à La Roja de remporter la Coupe du monde,. 
Il est ensuite sélectionné pour l'Euro 2012 où il marque notamment un but face au Portugal mais doit renoncer au Mondial 2014 en raison d'une blessure à la cuisse.

### Buts en sélection
| Buts en sélection de Rafael van der Vaart | Buts en sélection de Rafael van der Vaart | Buts en sélection de Rafael van der Vaart | Buts en sélection de Rafael van der Vaart | Buts en sélection de Rafael van der Vaart | Buts en sélection de Rafael van der Vaart | Buts en sélection de Rafael van der Vaart |
| #                                         | Date                                      | Lieu                                      | Adversaire                                | Score                                     | Résultats                                 | Compétitions                              |
| ----------------------------------------- | ----------------------------------------- | ----------------------------------------- | ----------------------------------------- | ----------------------------------------- | ----------------------------------------- | ----------------------------------------- |
| 1                                         | 6 septembre 2003                          | De Kuip, Rotterdam                        | Autriche                                  | 1-0                                       | 3-1                                       | Éliminatoires Euro 2004                   |
| 2                                         | 10 septembre 2003                         | Generali Arena, Prague                    | Tchéquie                                  | 2-1                                       | 1-3                                       | Éliminatoires Euro 2004                   |
| 3                                         | 11 octobre 2003                           | Philips Stadion, Eindhoven                | Moldavie                                  | 4-0                                       | 5-0                                       | Éliminatoires Euro 2004                   |
| 4                                         | 1er juin 2004                             | Stade Olympique de la Pontaise, Lausanne  | Îles Féroé                                | 1-0                                       | 3-0                                       | Match amical                              |
| 5                                         | 7 septembre 2005                          | Philips Stadion, Eindhoven                | Andorre                                   | 1-0                                       | 4-0                                       | Éliminatoires de la Coupe du monde 2006   |
| 6                                         | 8 octobre 2005                            | Generali Arena, Prague                    | Tchéquie                                  | 1-0                                       | 2-0                                       | Éliminatoires de la Coupe du monde 2006   |
| 7                                         | 15 novembre 2006                          | Amsterdam Arena, Amsterdam                | Angleterre                                | 1-1                                       | 1-1                                       | Match amical                              |
| 8                                         | 7 février 2007                            | Amsterdam Arena, Amsterdam                | Russie                                    | 4-1                                       | 4-1                                       | Match amical                              |
| 9                                         | 2 juin 2007                               | Seoul World Cup Stadium, Séoul            | Corée du Sud                              | 1-0                                       | 2-0                                       | Match amical                              |
| 10                                        | 2 juin 2007                               | Seoul World Cup Stadium, Séoul            | Corée du Sud                              | 2-0                                       | 2-0                                       | Match amical                              |
| 11                                        | 6 juin 2007                               | Rajamangala Stadium, Bangkok              | Thaïlande                                 | 1-0                                       | 3-1                                       | Match amical                              |
| 12                                        | 21 novembre 2007                          | Dinamo Stadium, Minsk                     | Biélorussie                               | 1-2                                       | 1-2                                       | Éliminatoires Euro 2008                   |
| 13                                        | 10 septembre 2008                         | Philip II Arena, Skopje                   | Macédoine du Nord                         | 2-0                                       | 2-1                                       | Éliminatoires de la Coupe du monde 2010   |
| 14                                        | 1er avril 2009                            | Amsterdam Arena, Amsterdam                | Macédoine du Nord                         | 4-0                                       | 4-0                                       | Éliminatoires de la Coupe du monde 2010   |
| 15                                        | 12 août 2009                              | Amsterdam Arena, Amsterdam                | Angleterre                                | 2-0                                       | 2-2                                       | Match amical                              |
| 16                                        | 1er juin 2010                             | De Kuip, Rotterdam                        | Ghana                                     | 2-0                                       | 4-1                                       | Match amical                              |
| 17                                        | 25 mars 2011                              | Stade Ferenc-Puskás, Budapest             | Hongrie                                   | 1-0                                       | 4-0                                       | Éliminatoires Euro 2012                   |
| 18                                        | 30 mai 2012                               | De Kuip, Rotterdam                        | Slovaquie                                 | 2-0                                       | 2-0                                       | Match amical                              |
| 19                                        | 17 juin 2012                              | Metalist Stadium, Kharkiv                 | Portugal                                  | 1-0                                       | 1-2                                       | Euro 2012                                 |
| 20                                        | 12 octobre 2012                           | De Kuip, Rotterdam                        | Andorre                                   | 1-0                                       | 3-0                                       | Éliminatoires de la Coupe du monde 2014   |
| 21                                        | 16 octobre 2012                           | Arena Națională, Bucarest                 | Roumanie                                  | 3-1                                       | 4-1                                       | Éliminatoires de la Coupe du monde 2014   |
| 22                                        | 22 mars 2013                              | Amsterdam Arena, Amsterdam                | Estonie                                   | 1-0                                       | 3-0                                       | Éliminatoires de la Coupe du monde 2014   |
| 23                                        | 26 mars 2013                              | Amsterdam Arena, Amsterdam                | Roumanie                                  | 1-0                                       | 4-0                                       | Éliminatoires de la Coupe du monde 2014   |
| 24                                        | 11 octobre 2013                           | Amsterdam Arena, Amsterdam                | Hongrie                                   | 7-1                                       | 8-1                                       | Éliminatoires de la Coupe du monde 2014   |
| 25                                        | 16 novembre 2013                          | Cristal Arena, Genk                       | Japon                                     | 1-0                                       | 2-2                                       | Match amical                              |

## Statistiques détaillées
| Saison                | Club                  | Championnat           | Championnat | Championnat | Coupe(s) nationale(s) | Coupe(s) nationale(s) | Compétition(s) continentale(s) | Compétition(s) continentale(s) | Compétition(s) continentale(s) | Barrages relégation | Barrages relégation | Supercoupe | Supercoupe | Pays-Bas | Pays-Bas | Total | Total |
| Saison                | Club                  | Division              | M.          | B.          | M.                    | B.                    | Comp.                          | M.                             | B.                             | M.                  | B.                  | M.         | B.         | M.       | B.       | M.    | B.    |
| 1999-2000             | Ajax Amsterdam        | Eredivisie            | 1           | 0           | -                     | -                     | -                              | -                              | -                              | -                   | -                   | -          | -          | -        | -        | 1     | 0     |
| 2000-2001             | Ajax Amsterdam        | Eredivisie            | 27          | 7           | 1                     | 0                     | C3                             | 4                              | 2                              | -                   | -                   | -          | -          | -        | -        | 32    | 9     |
| 2001-2002             | Ajax Amsterdam        | Eredivisie            | 20          | 14          | 2                     | 2                     | C1+C3                          | 2+3                            | 0+1                            | -                   | -                   | -          | -          | 1        | 0        | 28    | 17    |
| 2002-2003             | Ajax Amsterdam        | Eredivisie            | 21          | 18          | 2                     | 0                     | C1                             | 6                              | 2                              | -                   | -                   | 1          | 2          | 6        | 0        | 36    | 22    |
| 2003-2004             | Ajax Amsterdam        | Eredivisie            | 26          | 7           | 1                     | 0                     | C1                             | 7                              | 1                              | -                   | -                   | -          | -          | 14       | 4        | 48    | 12    |
| 2004-2005             | Ajax Amsterdam        | Eredivisie            | 22          | 6           | 2                     | 0                     | C1                             | 7                              | 1                              | -                   | -                   | 1          | 0          | 8        | 0        | 40    | 7     |
| Sous-total            | Sous-total            | Sous-total            | 117         | 52          | 8                     | 2                     | -                              | 29                             | 7                              | -                   | -                   | 2          | 2          | 29       | 4        | 185   | 67    |
| 2005-2006             | Hambourg SV           | Bundesliga            | 19          | 9           | 2                     | 0                     | C3+C4                          | 8+7                            | 5+2                            | -                   | -                   | -          | -          | 9        | 2        | 45    | 18    |
| 2006-2007             | Hambourg SV           | Bundesliga            | 26          | 8           | 2                     | 0                     | C1                             | 5                              | 3                              | -                   | -                   | -          | -          | 6        | 5        | 39    | 16    |
| 2007-2008             | Hambourg SV           | Bundesliga            | 29          | 12          | 4                     | 4                     | C3+C4                          | 9+2                            | 3+2                            | -                   | -                   | -          | -          | 14       | 1        | 58    | 22    |
| Sous-total            | Sous-total            | Sous-total            | 74          | 29          | 8                     | 4                     | -                              | 31                             | 15                             | -                   | -                   | -          | -          | 29       | 8        | 142   | 56    |
| 2008-2009             | Real Madrid           | Liga                  | 32          | 5           | 1                     | 0                     | C1                             | 7                              | 0                              | -                   | -                   | 2          | 0          | 10       | 2        | 52    | 7     |
| 2009-2010             | Real Madrid           | Liga                  | 26          | 6           | 2                     | 1                     | C1                             | 3                              | 0                              | -                   | -                   | -          | -          | 15       | 2        | 46    | 9     |
| Sous-total            | Sous-total            | Sous-total            | 58          | 11          | 3                     | 1                     | -                              | 10                             | 0                              | -                   | -                   | 2          | 0          | 25       | 4        | 98    | 16    |
| 2010-2011             | Tottenham Hotspur     | Premier League        | 28          | 13          | 1                     | 0                     | C1                             | 7                              | 2                              | -                   | -                   | -          | -          | 7        | 1        | 43    | 16    |
| 2011-2012             | Tottenham Hotspur     | Premier League        | 33          | 11          | 5                     | 1                     | C3                             | 1                              | 1                              | -                   | -                   | -          | -          | 9        | 2        | 48    | 15    |
| 2012-2013             | Tottenham Hotspur     | Premier League        | 2           | 0           | -                     | -                     | -                              | -                              | -                              | -                   | -                   | -          | -          | 1        | 0        | 3     | 0     |
| Sous-total            | Sous-total            | Sous-total            | 63          | 24          | 6                     | 1                     | -                              | 8                              | 3                              | -                   | -                   | -          | -          | 17       | 3        | 94    | 31    |
| 2012-2013             | Hambourg SV           | Bundesliga            | 27          | 5           | -                     | -                     | -                              | -                              | -                              | -                   | -                   | -          | -          | 5        | 4        | 32    | 9     |
| 2013-2014             | Hambourg SV           | Bundesliga            | 27          | 7           | 3                     | 1                     | -                              | -                              | -                              | 2                   | 0                   | -          | -          | 4        | 2        | 36    | 10    |
| 2014-2015             | Hambourg SV           | Bundesliga            | 24          | 4           | 2                     | 1                     | -                              | -                              | -                              | 1                   | 0                   | -          | -          | -        | -        | 27    | 5     |
| Sous-total            | Sous-total            | Sous-total            | 78          | 16          | 5                     | 2                     | -                              | -                              | -                              | 3                   | 0                   | -          | -          | 9        | 6        | 95    | 24    |
| 2015-2016             | Real Betis            | Liga                  | 7           | 0           | 2                     | 0                     | -                              | -                              | -                              | -                   | -                   | -          | -          | -        | -        | 9     | 0     |
| 2016-2017             | FC Midtjylland        | Ligaen                | 15          | 2           | 2                     | 0                     | C3                             | 1                              | 0                              | -                   | -                   | -          | -          | -        | -        | 18    | 2     |
| 2017-2018             | FC Midtjylland        | Ligaen                | 2           | 0           | -                     | -                     | -                              | -                              | -                              | -                   | -                   | -          | -          | -        | -        | 2     | 0     |
| 2018-2019             | Esbjerg fB            | Ligaen                | 3           | 0           | 1                     | 0                     | -                              | -                              | -                              | -                   | -                   | -          | -          | -        | -        | 4     | 0     |
| Total sur la carrière | Total sur la carrière | Total sur la carrière | 420         | 136         | 33                    | 10                    | -                              | 79                             | 25                             | 3                   | 0                   | 4          | 2          | 109      | 25       | 648   | 198   |

## Statistiques d'entraîneur
| Esbjerg fB | 9 mars 2022 |       | 0 | 0 | 0 | 0 | 0 | 0 | +0 | 0,0 |
| Total      | Total       | Total | 0 | 0 | 0 | 0 | 0 | 0 | 0  | 0,0 |

## Palmarès
Avec l'Ajax Amsterdam :
- Champion des Pays-Bas en 2002 et 2004
- Vainqueur de la Coupe des Pays-Bas en 2002
- Vainqueur de la Supercoupe des Pays-Bas en 2002
- Vainqueur du Tournoi d'Amsterdam en 2002 et 2003

Avec Hambourg SV :
- Vainqueur de la Coupe Intertoto en 2005
- Vainqueur de l'Emirates Cup 2008

Avec le Real Madrid :
- Vainqueur de la Supercoupe d'Espagne en 2008

Avec les Pays-Bas :
- Finaliste de la Coupe du monde 2010

## Distinctions personnelles
- Talent des Pays- Bas de l'année : 1999, 2000 et 2001.
- Trophée "Amsterdam" du sportif de l'année : 2001.
- Meilleur joueur du Tournoi d'Amsterdam : 2002.
- Talent Européen de l'année : 2002.
- 4 buts marqués en 11 matchs de Ligue des champions
- 3 buts marqués en 9 matchs de Coupe UEFA
- Joueur du mois du championnat d'Angleterre de football en octobre 2010
- Golden Boy : 2003

## Vie privée
La mère de Rafael van der Vaart est espagnole, elle  est née à Chiclana de la Frontera (Cadix, Andalousie). Van der Vaart est surnommé en Espagne "el tulipán de Chiclana", (la tulipe de Chiclana). La presse espagnole lui donne aussi comme sobriquet "El Chiclanero" ("celui de Chiclana").
Il était le compagnon de la présentatrice et actrice néerlandaise Sylvie Meis, brièvement en couple avec son coéquipier à l'Ajax, Zlatan Ibrahimović. Le 28 mai 2006 naît leur enfant Damien, dix jours avant la coupe du monde 2006. Ils se séparent au début d'année 2013.
Il vit depuis 2016 avec la handballeuse néerlandaise Estavana Polman, avec qui il a eu une petite fille Jesslyn né le 25 juin 2017.